# Walls of Jericho
Walls of Jericho — дебютний студійний альбом німецького метал-гурту Helloween, виданий в 1985 році.

## Список композицій

### Оригінальне видання
| Перша сторона | Перша сторона       | Перша сторона             | Перша сторона |
| #             | Назва               | Автор                     | Тривалість    |
| ------------- | ------------------- | ------------------------- | ------------- |
| 1.            | «Walls of Jericho»  | Міхаель Вайкат/Кай Гансен | 0:53          |
| 2.            | «Ride the Sky»      | Гансен                    | 5:54          |
| 3.            | «Reptile»           | Вайкат                    | 3:45          |
| 4.            | «Guardians»         | Вайкат                    | 4:19          |
| 5.            | «Phantoms of Death» | Гансен                    | 6:33          |

| Друга сторона | Друга сторона              | Друга сторона | Друга сторона |
| #             | Назва                      | Автор         | Тривалість    |
| ------------- | -------------------------- | ------------- | ------------- |
| 6.            | «Metal Invaders»           | Гансен        | 4:10          |
| 7.            | «Gorgar»                   | Вайкат/Гансен | 3:57          |
| 8.            | «Heavy Metal (Is the Law)» | Вайкат/Гансен | 4:08          |
| 9.            | «How Many Tears»           | Вайкат        | 7:15          |

## Учасники запису
Helloween
- Кай Гансен — вокал, гітара
- Міхаель Вайкат — гітара
- Маркус Ґросскопф — бас-гітара
- Інґо Швіхтенберґ — ударні

Додаткові музиканти
- Джеймс Гардевей — E-mu Emulator II